# M.F. de Bas

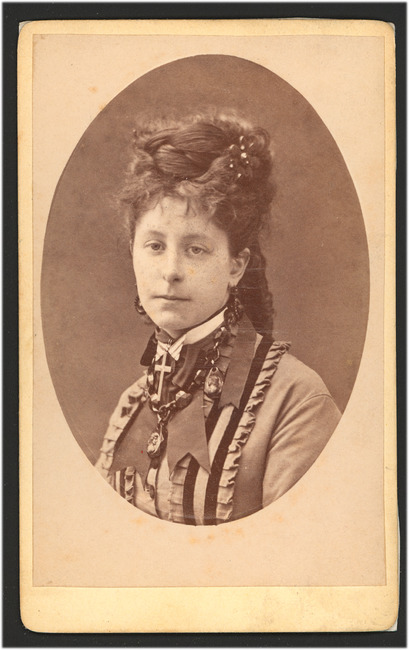
Portret van Maria de Bas

Maria Frieswijk-de Bas (M.F. de Bas) (Arnhem, 23 augustus 1865 - na 1925) was een Nederlandse vertaalster.

## Biografie
De Bas was een lid van het patriciaatsgeslacht De Bas en een dochter van de latere generaal-majoor François de Bas (1840-1931) en Maria Cornelia Wilhelmina Vinkhuyzen (1842-1906), lid van de patricaatsfamilie Vinkhuizen en dochter van de lijfarts van koning Willem III, dr. Cornelis Wilhelmus Vinkhuyzen (1813-1893).
De Bas trouwde in 1889 met 2e luitenant der cavalerie Gulian Andries Gustaaf Adolf Frieswijk (1865-1907), lid van de patriciaatsfamilie Frieswijk, met wie zij vier maanden na haar huwelijk een dochter kreeg; in 1892 werd het huwelijk in Semarang ontbonden. Na haar echtscheiding woonde ze in Londen. Vanaf 1910 verschenen haar vertalingen, de meeste van de Engelse schrijfster Marjorie Bowen; het boek Voor God en den koning werd in druk door schrijfster en vertaalster aan generaal De Bas, haar vader, opgedragen.